# Судайское сельское поселение
Суда́йское се́льское поселе́ние — муниципальное образование в Чухломском районе Костромской области Российской Федерации.
Административный центр — село Судай.

## География
Судайское сельское поселение находится на севере Чухломского района Костромской области.

## История
Судайское сельское поселение было образовано в 2004 году. Законом Костромской области от 22 июня 2010 года № 626-4-ЗКО были объединены Нагорское, Тормановское и Судайское сельские поселения в Судайское сельское поселение с административным центром в селе Судай.
Ранее территория поселения относилась к Судайскому уезду и к Судайскому району.
Судайское сельское поселение образовано 30 декабря 2004 года в соответствии с Законом Костромской области № 237-ЗКО, установлены статус и границы муниципального образования.
22 июня 2010 года в соответствии с Законом Костромской области № 626-4-ЗКО в состав Судайского сельского поселения включены упразднённые Нагорское и Тормановское сельские поселения.
Деревня Яковлевское с деревнями Григорково, Иевслево, Семеново, Борзынино, Рубцово принадлежала Я.Н.Упанову, служившему судьей в Галиче и жившему в усадьбе Ворваж.
Деревня Ефимовская находилась в Жоховской волости и в 1646 г. была у боярина князя Ивана Васильевича Голицына. Этот боярин участвовал в разоблачении Лжедмитрия I, а потом был сослан в Пермь за то, что на царском пиру отказался, из-за своей боярской спеси, сесть с соседом ниже его по родовитости. В 1678 г. деревня по наследству перешла к полковнику и голове московских стрельцов Б.Д. Нетесову. А в начале XVIII века деревня была у И.С.Майкова — пращура поэта A.M. Майкова.
Деревня Желудьево. Здесь была усадьба, принадлежавшая небогатым помещикам Горталовым и их родственникам Сальковым. В 1773 г. владелец Желудьева Матвей Данилович Горталов служил в армии за границей. В усадьбе жила жена его Прасковья Васильевна, но дворовые ее не слушались, и она жаловалась в Судайскую воеводскую канцелярию: «А ныне не знаемо по какому возмущению дворовые люди и мои крестьяне учинились мне ослушны, а пуще к тому заводчики Иван Савельев и Борис Харитонов». По приказу воеводы этих крестьян наказали в Судае батогами.
Деревни Жарки и Огарково. В 1627 г. в них было пять крепостных дворов и принадлежали они судайским пушкарям и рассыльщикам. Получили они этих крестьян в качестве жалования за службу.
Деревня Зельево. Здесь была усадьба с тем же названием, принадлежавшая Ивану Григорьевичу Бартеневу, деду Ивана Дмитриевича Бартенева. И.Д.Бартенев, друг декабриста Раевского, был сослан на Кавказ в действующую армию. Позже он был в дружбе с А.И.Герценом.
В Зельеве в 1670 г. состоялась казнь разинца Михаила Титова. Когда отряд разинцев атамана Ильи Иванова, разделившийся в г. Унже на ватаги (отдельные отряды), уходил на север, одна из ватаг шла через Судай, и подоспевшие из Галича царские стрельцы выловили их. Схваченный в деревне Зельеве М.Титов на допросе показал: «С вором де он с Ильюшкой Ивановым с товарищи в Судайской и Кологривской осадах ездя воровали домы, детей боярских разоряли и их рубили». «И того числа вор Мишка за то свое воровство в Судайской осаде в деревне Зельево казнен, руки и ноги отсечены и повешен»,— записано в приговоре.
Климовское. Оно рядом с Судаем, раньше это была усадьба князей Шелешпанских. Род их идет от белозерских князей, и вотчина их была на Белом озере на реке Шелекше — отсюда и их фамилия. В XVII веке они получили поместья под Чухломой, потомки их владели землями здесь до 1917 г. Им же принадлежали деревни Лобанове, Марково и др.
Полтораново. Здесь была усадьба князей Шелешпанских. В переписи 1646 г. значится: «За Семеном княж Степановым Шелешпанским сельцо, что была деревня Полтораново на речке на Руше, а в ней двор помещиков да три двора крестьян». В 1678 г. Полтораново принадлежало сыновьям Семена Степановича: «За князем Петром Семеновым Шелепанским поместье половина усадьбы Полтораново, а в ней двор помещиков, другая половина усадьбы за Степаном Семеновым Шелешпанским да во дворе его дворовых людей польского полону Степка Андреев прозвищем Быков да дворовый человек литовского полону Кузьма Иванов, а те полонные люди записаны в Галиче в службу да в бегах польского полону Васька Петров бежал в прошлом годе». Эти пленные поляки и литовцы были вывезены Шелешпанским, когда он был за границей и участвовал в войне. Он привез их в свою вотчину, крестил в православную веру и дал им русские имена.
Понежское в 4-х км от Судая. Здесь стояла благоустроенная усадьба, принадлежавшая богатому помещику, мичману флота Василию Евграфовичу Обрезкову. В усадьбе был деревянный 2-х этажный дом длиной 12 сажен и шириной 9 сажен, стоявший на каменном фундаменте.
В верхнем этаже было 13 комнат с гостиными залами, спальнями и кабинетами. Над домом на крыше был устроен причудливый купол. По бокам дома пристроены флигели, оранжереи. В нижнем этаже был театр со сценой, ложами и партером. В театре выступала труппа крепостных артистов, но зрителей было мало. Соседи помещики были бедны, их интересовали больше хозяйственные заботы. Обрезков со своим театром разорился. За долги его имение было взято в опеку, и опекуном назначен чухломской помещик Петр Александрович Катенин — брат поэта.
Пытался Обрезков со своей труппой обосноваться в губернском городе Костроме, приспособив там под театр здание кожевенного завода, но и здесь театр не оправдал расходов. Тогда Обрезков перебрался в Ярославль, где окончательно разорился и умер.
Деревня Федосово принадлежала Ивану Григорьевичу Ромодановскому, усмирявшему 1649 г. бунт посадских людей в Великом Устюге. В 1821 г. деревня принадлежала Алексею Владимировичу Прончищеву — брату знаменитого путешественника Василия Прончищева.
Село Софья-Валуево получило свое название по церкви мученицы Софьи, которая была построена на погосте в Валуевском стане. Каменная церковь в селе построена на месте деревянной в 1815 г.
В 1638 г. селом Софья-Валуевом владел дьяк Посольского приказа А.Болотников, получивший село с деревнями в поместье за участие в переговорах России с поляками после интервенции.
Филипповское. Здесь было сельцо, к которому приписана была деревня Поджарская. Принадлежали они Новозаозерскому Успенскому монастырю. Монастырь этот был на северо-восточном берегу Галичского озера, сейчас на его месте стоит село Умиленье Галичского района.

## Население
| 2002  | 2008  | 2010  | 2012  | 2013  | 2014  | 2015  |
| ----- | ----- | ----- | ----- | ----- | ----- | ----- |
| 2484  | ↗2536 | ↘2110 | ↘2053 | ↘1990 | ↘1926 | ↘1871 |
| 2016  | 2017  | 2018  | 2019  | 2020  | 2021  |       |
| ↘1808 | ↘1788 | ↘1771 | ↘1735 | ↘1705 | ↘1537 |       |

## Состав сельского поселения
В состав Судайского сельского поселения входят:
| №  | Населённый пункт | Тип населённого пункта       | Население |
| -- | ---------------- | ---------------------------- | --------- |
| 1  | Алешково         | деревня                      | →0        |
| 2  | Андрины          | деревня                      | →0        |
| 3  | Буболино         | деревня                      | ↗19       |
| 4  | Бурдуково        | деревня                      | →0        |
| 5  | Ворваж           | посёлок                      | ↗25       |
| 6  | Георгий          | село                         | ↗148      |
| 7  | Гляздуново       | деревня                      | →0        |
| 8  | Гришинское       | деревня                      | →0        |
| 9  | Дорофейцево      | деревня                      | ↘50       |
| 10 | Дубровка         | посёлок                      | ↘57       |
| 11 | Душкино          | деревня                      | ↘5        |
| 12 | Евсяково         | деревня                      | ↘46       |
| 13 | Ефимовское       | деревня                      | ↗8        |
| 14 | Заполье          | деревня                      | →0        |
| 15 | Зимёнки          | деревня                      | →0        |
| 16 | Ивкино           | деревня                      | →0        |
| 17 | Измайлово        | деревня                      | →0        |
| 18 | Калинкино        | деревня                      | ↗1        |
| 19 | Климовское       | посёлок                      | ↘84       |
| 20 | Княжево          | деревня                      | ↗1        |
| 21 | Ковизино         | деревня                      | ↗11       |
| 22 | Константиново    | деревня                      | →0        |
| 23 | Коровье          | деревня                      | →0        |
| 24 | Крючково         | деревня                      | →0        |
| 25 | Куливёртово      | деревня                      | ↗151      |
| 26 | Марково          | деревня                      | →0        |
| 27 | Мартьяново       | деревня                      | →0        |
| 28 | Матвеево         | деревня                      | ↘3        |
| 29 | Минькино         | деревня                      | ↘6        |
| 30 | Михейцево        | деревня                      | ↗10       |
| 31 | Монсаково        | деревня                      | →0        |
| 32 | Нагорское        | деревня                      | ↗10       |
| 33 | Напрудново       | деревня                      | ↘1        |
| 34 | Новинское        | деревня                      | ↗5        |
| 35 | Новосёлово       | деревня                      | →0        |
| 36 | Плосково         | деревня                      | →0        |
| 37 | Подболотново     | деревня                      | ↘2        |
| 38 | Полстниково      | деревня                      | →0        |
| 39 | Полтораново      | деревня                      | →15       |
| 40 | Полтораново      | посёлок                      | ↗2        |
| 41 | Понежское        | деревня                      | ↘3        |
| 42 | Раменье          | деревня                      | →0        |
| 43 | Рюминово         | деревня                      | ↗2        |
| 44 | Савватово        | деревня                      | ↗12       |
| 45 | Савино           | деревня                      | ↘0        |
| 46 | Савино           | деревня                      | ↗4        |
| 47 | Судай            | село, административный центр | ↗1629     |
| 48 | Торманово        | село                         | ↘22       |
| 49 | Фёдосово         | деревня                      | →0        |
| 50 | Федцово          | деревня                      | ↘0        |
| 51 | Филимоново       | деревня                      | ↗4        |
| 52 | Филипповское     | деревня                      | →0        |
| 53 | Фокино           | деревня                      | →0        |

### Упразднённые населённые пункты
- 2024 год — деревня Зельево[18].